# F-08A
docomo STYLE series F-08A（ドコモ スタイル シリーズ エフ ゼロ はち エー）は、富士通によって開発された、NTTドコモの第三世代携帯電話（FOMA）端末である。docomo STYLE seriesの端末。名称は「ビューティー防水ケータイ」。

## 概要
女性をメインターゲットにした、F-02Aの後継の防水端末。コンパクトなボディはそのままに、一部機能を強化している。
防水機能は、これまでのIPX5/IPX7に加え、世界初のIPX8等級に適合し、水深1.5mでもカメラが使える。
背面のデザインは、F-02Aの左右対称型から、同時発表のSH-05AやP-10Aなどにも見られた、左右非対称のデザインになった。これに伴い、2インチQVGA液晶の大型サブディスプレイは廃され、0.5インチ1色表示の小型の有機ELサブディスプレイになった。このため、端末を開けずに見られる表示、操作可能な機能は大幅に減った。
メインディスプレイは、3.0インチのフルワイドVGA液晶で、F-02Aと同様、NECやパナソニックモバイルコミュニケーションズの端末に多く使われてきた、解像度が480×854ドットで、発色数が約26万2144色のタイプである。
メインカメラは、F-01AやF-03Aに使われていた約520万画素CMOSのものに変更された。画像エンジンには、F-09Aと同様に、富士通独自のMilbeaut Mobileを採用している。女性をメインターゲットにした端末らしく、目を強調して撮影ができる「美肌＋ひとみ強調モード」を備える。
加速度センサーをつかって、運動強度を測定する「エクササイズカウンター」機能によって運動強度（METs）を測定できる。
サービス面でのスペックアップもなされ、FOMAハイスピードは3.6Mbpsから7.2Mbpsになり、新たにiウィジェット、iコンシェル、iアプリオンライン、GSMローミングに対応している。またFlashに対応した新型ブラウザや、2in１のBナンバーメール着信機能も対応している。BluetoothやGPSには対応していない。
また、らくらくホンVやF-09Aと同様、「Tn-Link」対応のタニタ製の血圧計や体組成計と赤外線通信を使って機能連携ができる。
なお、メインカラーとなる「Beauty Pink」は、ネイリストの黒崎えり子がプロデュースする、「erikonail」とのコラボレーションモデルになっている。
| 主な対応サービス                   | 主な対応サービス                                                    | 主な対応サービス                       | 主な対応サービス                                 |
| ---------------------------------- | ------------------------------------------------------------------- | -------------------------------------- | ------------------------------------------------ |
| タッチパネル                       | FOMAハイスピード7.2Mbps                                             | Bluetooth                              | DCMX／おサイフケータイ                           |
| iアプリオンライン／地図アプリ      | 直感ゲーム／メガiアプリ                                             | iウィジェット                          | マチキャラ／iコンシェル                          |
| ホームU／ポケットU                 | GPS／ケータイお探し                                                 | デコメール／デコメ絵文字／デコメアニメ | iチャネル                                        |
| 着もじ／プッシュトーク             | テレビ電話／キャラ電                                                | 電話帳お預かりサービス                 | フルブラウザ                                     |
| おまかせロック／バイオ認証         | 外部メモリーへiモードコンテンツ移行／ユーザーデータ一括バックアップ | トルカ                                 | iC通信／iCお引越しサービス                       |
| きせかえツール／ダイレクトメニュー | バーコードリーダ／名刺リーダ                                        | 2in1                                   | エリアメール／ソフトウェアーアップデート自動更新 |
| GSM／3Gローミング（WORLD WING）    | 着うたフル／うた・ホーダイ                                          | Music&Videoチャネル／ビデオクリップ    | デジタルオーディオプレーヤー(WMA)(AAC)           |

## プリインストールiアプリ
以下のiアプリが購入時に端末にプリインストールされている。
| アプリ名                    | 概要                                                                                            |
| --------------------------- | ----------------------------------------------------------------------------------------------- |
| ケータイ脳力ストレッチング2 | タッチ操作で「アーチェリー」「ボールジャンプ」「タッチシュート」といった直感ゲームパック        |
| ロジックパズルF             | ブロックパズルゲーム                                                                            |
| プチプチズーキーパー ver.F  | パズルゲーム                                                                                    |
| iアバターメーカー           | iアバターを作成するアプリ                                                                       |
| ヘルスチェッカー            | 歩数、活動量、脈拍数、血圧、体組成のデータを管理するアプリ                                      |
| モバイルGoogleマップ        | Googleマップのアプリ。GPSを使った道案内、経路検索、衛星写真、ストリートビューなどを利用できる   |
| 地図アプリ                  | GPS機能を利用して、目的地を検索したり、乗り換え案内を駆使した、交通手段によるルートを表示が可能 |
| 日英しゃべって翻訳F         | マイクに向かって主に旅行で使われる日本語、英語を話すだけで翻訳した文章を画面に表示する          |
| Gガイド番組表リモコン       | テレビ番組表とAVリモコン機能が1つになったアプリ                                                 |
| iD設定アプリ                | おさいふケータイクレジット決済サービスiDの設定アプリ                                            |
| DCMXクレジットアプリ        | NTTドコモが提供するおさいふケータイクレジットDCMXの設定アプリ                                   |
| FOMA通信環境確認アプリ      | FOMAハイスピードエリアを利用できるかを確認することができるiアプリ                               |
| モバイルSuica登録用iアプリ  | モバイルSuica契約用のiアプリ                                                                    |
| iアプリバンキング           | モバイルバンキングを簡単に利用するためのアプリ                                                  |
| マクドナルド トクするアプリ | 日本マクドナルドのかざすクーポンなどを利用するためのアプリ                                      |
| 楽オクアプリ                | 楽天オークション用のアプリ                                                                      |
| Start! iウィジェット        | iウィジェットの使い方をムービーで見ることができるiアプリ                                        |
| ROID ウィジェット           | モバイルサイト「ROID」の更新情報などを通知してくれるウィジェット                                |
| iWウォッチ                  | iウィジェット画面でグラフィカルに時計や電池残量を確認することができるアプリ                     |
| 株価アプリ                  | 指定銘柄の株価情報を表示するアプリ                                                              |
| Google モバイル             | Google検索機能が利用できるアプリ                                                                |

## 歴史
- 2009年X月X日 - 技術基準適合証明（TELEC）通過。
- 2009年3月16日 - 電気通信端末機器審査協会（JATE）通過。
- 2009年X月X日 - 連邦通信委員会（FCC）通過。
- 2009年5月19日 - F-08A・F-09A・N-06A・N-07A・N-08A・N-09A・P-07A・P-08A・P-09A・P-10A・SH-05A・SH-06A・SH-07A・L-04A・L-06A・HT-03A・T-01Aの開発を発表。
- 2009年6月11日 - 発売開始。

## 不具合
2009年11月5日に以下の変更がソフトウェアの更新でなされた。
- iモードブラウザの一部機能を再有効化